# ستراتسین
ستراتسین (به بلغاری: Stratsin) یک منطقهٔ مسکونی در بلغارستان است که در پوموریه واقع شده‌است.